# Плимут Патуксет
Плимут Патуксет ― музей живой истории под открытым небом, расположенный в Плимуте (Массачусетс).

## Описание
Музей даёт представление о жизни в Плимутской колонии в XVII веке. На территории Плимутской плантации можно увидеть английскую деревню и поселение вампаноагов.

## История
Музей был основан в 1947 году Генри Хорнблауэром II и изначально состоял из двух зданий в стиле XVII века. С тех пор музей сильно разросся.
- 1957 год ― появилась копия корабля «Мейфлауэр».
- 1959 год ― построена Английская деревня.
- 1973 год ― создано поселение индейцев.
- 1992 год ― открылся Центр ремёсел.
- 1994 год ― открылся музей Максвелла.
- 2013 год ― построена Плимутская водяная мельница.[1]

В июле 2020 года название музея было изменено с «Plimoth Plantation» на «Plimoth Patuxet» в честь 400-летия прибытия пилигримов на территории, принадлежавшие индейцам племени патуксет.

## Галерея

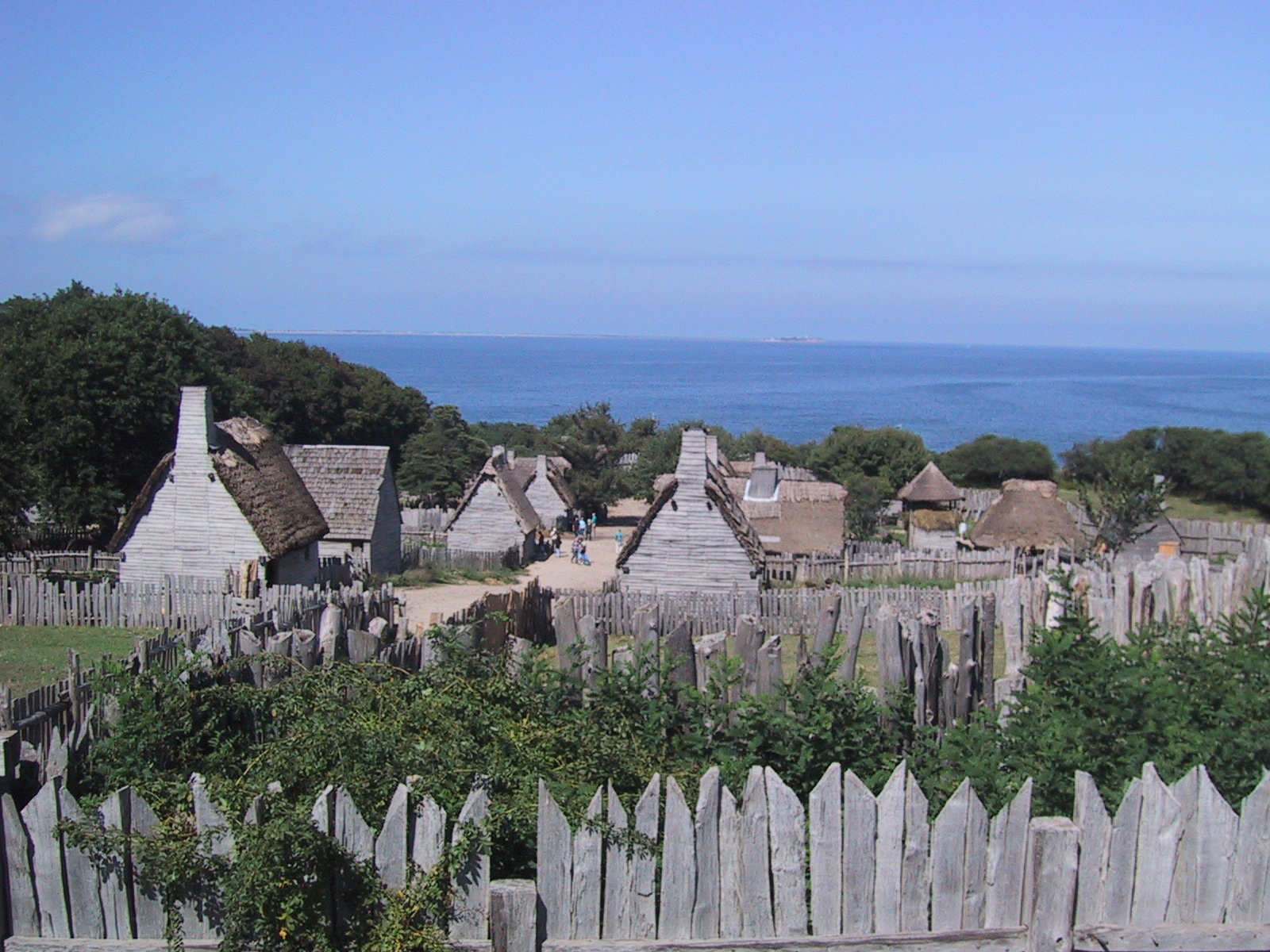
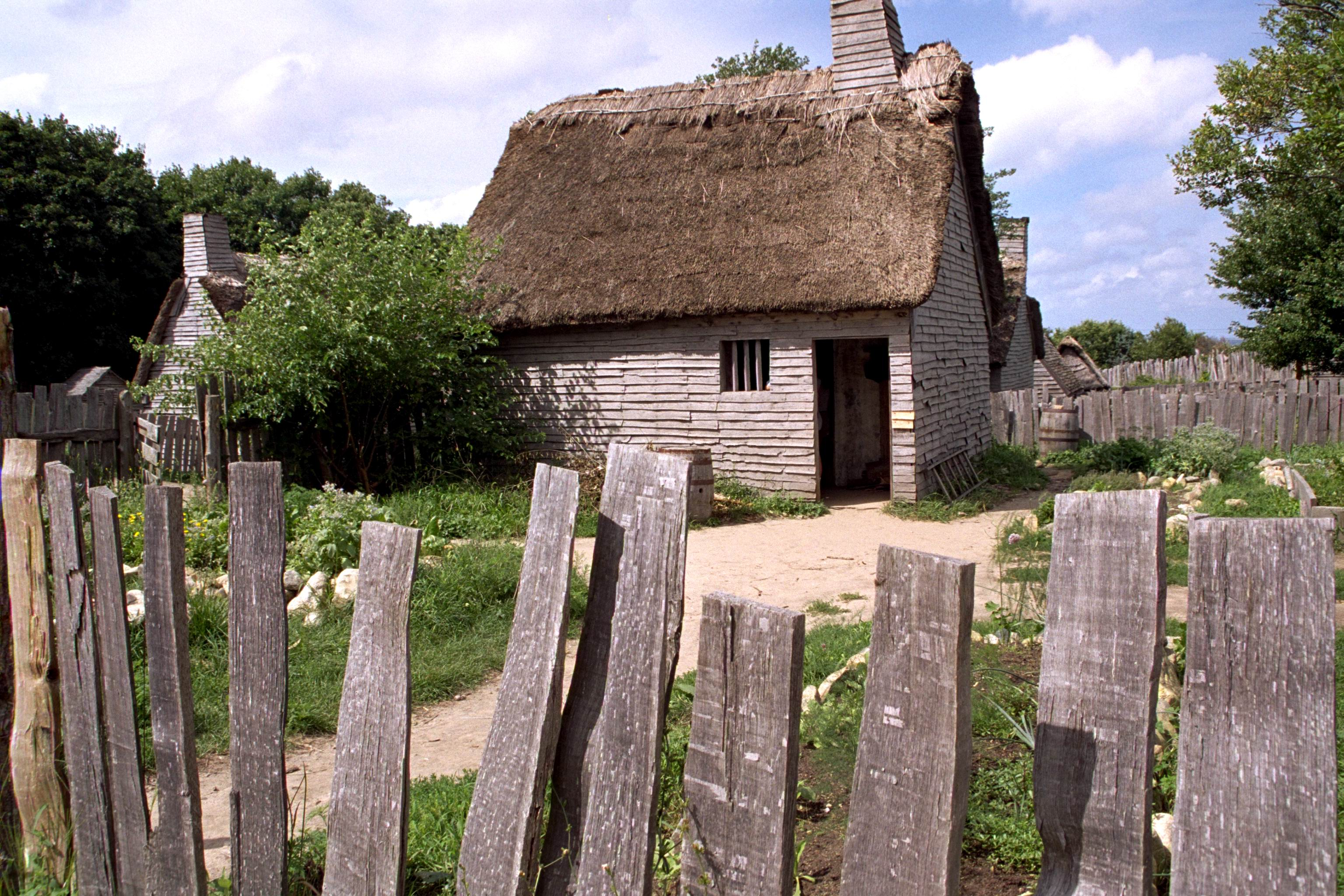
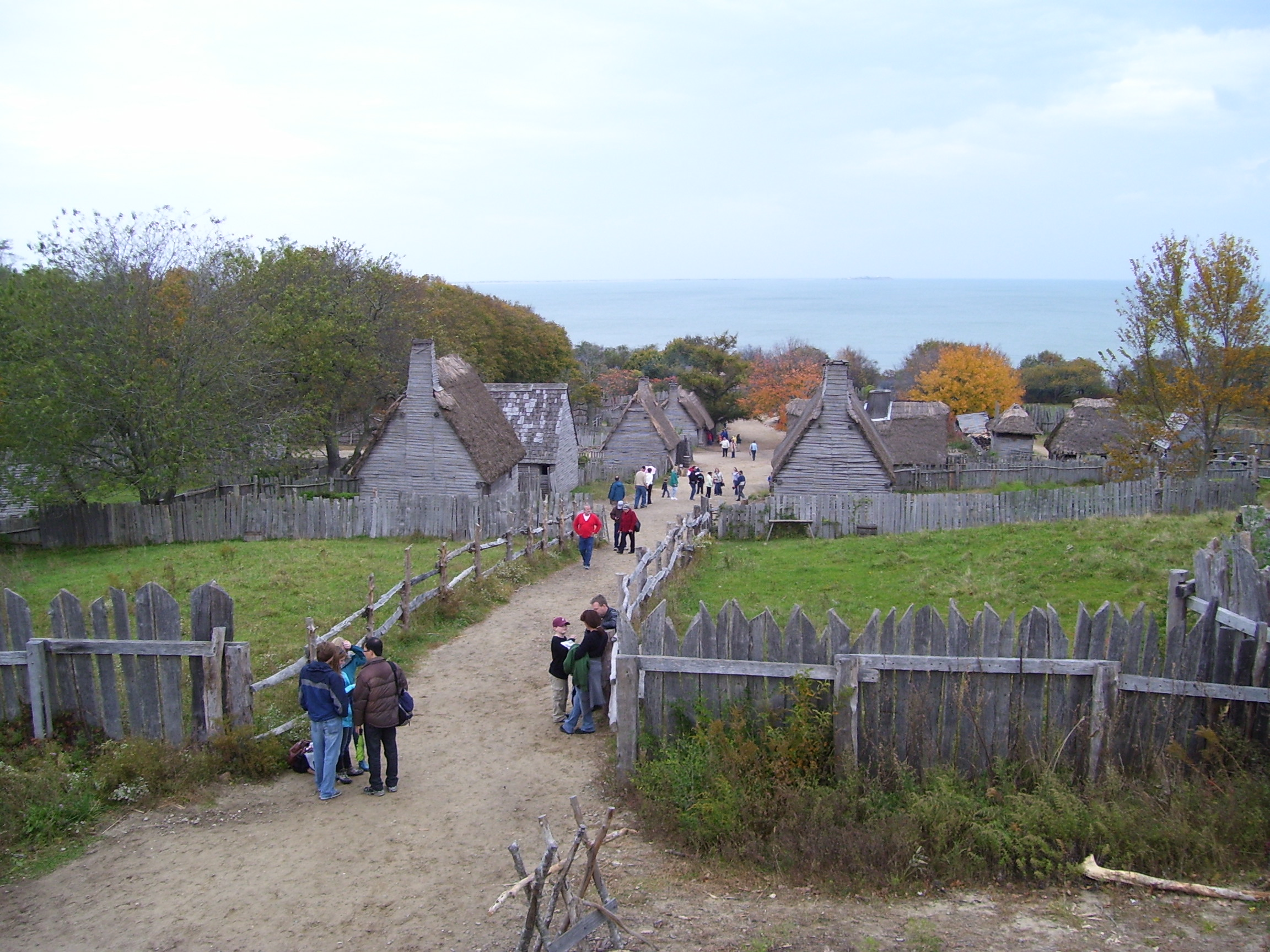
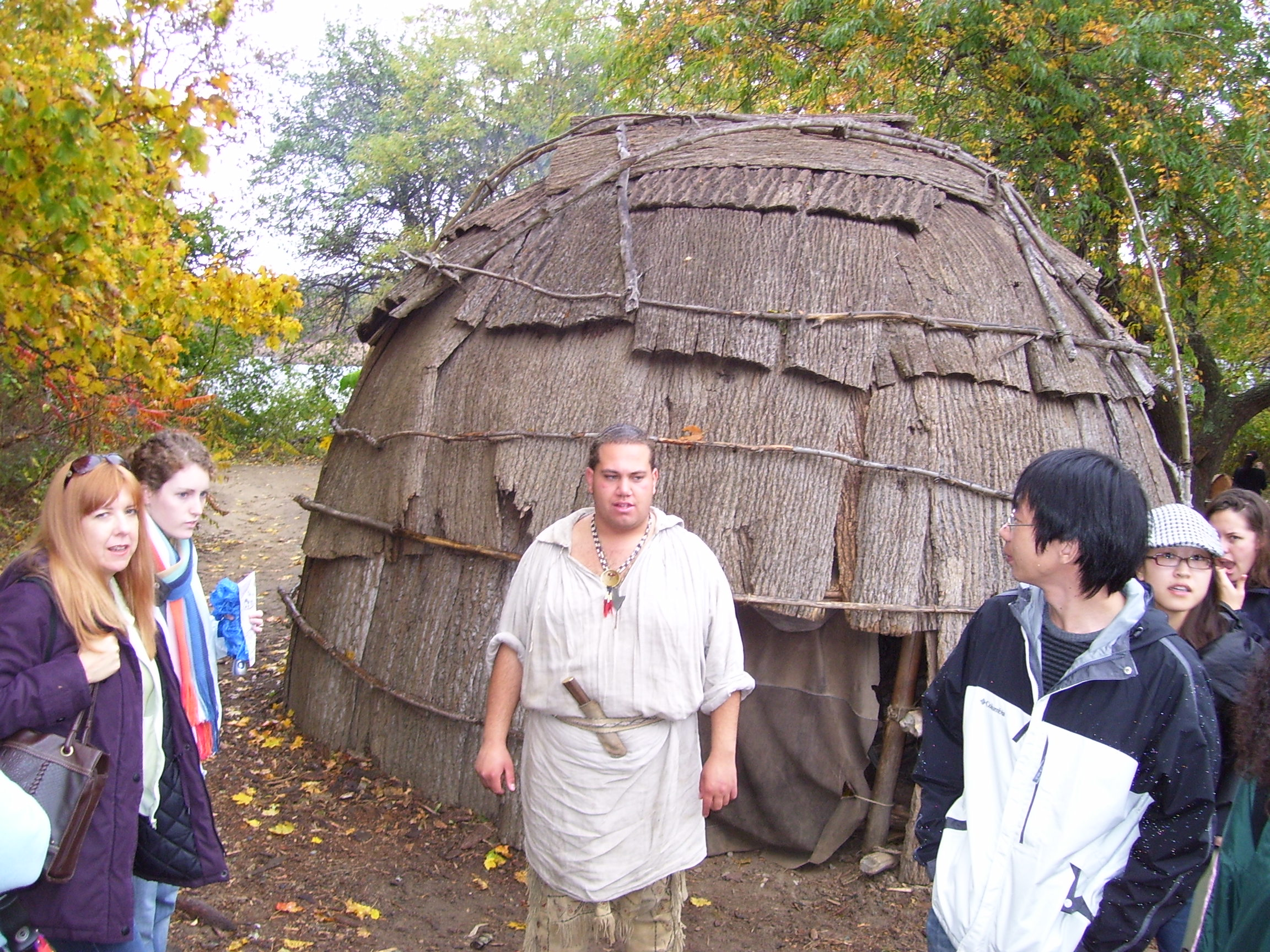
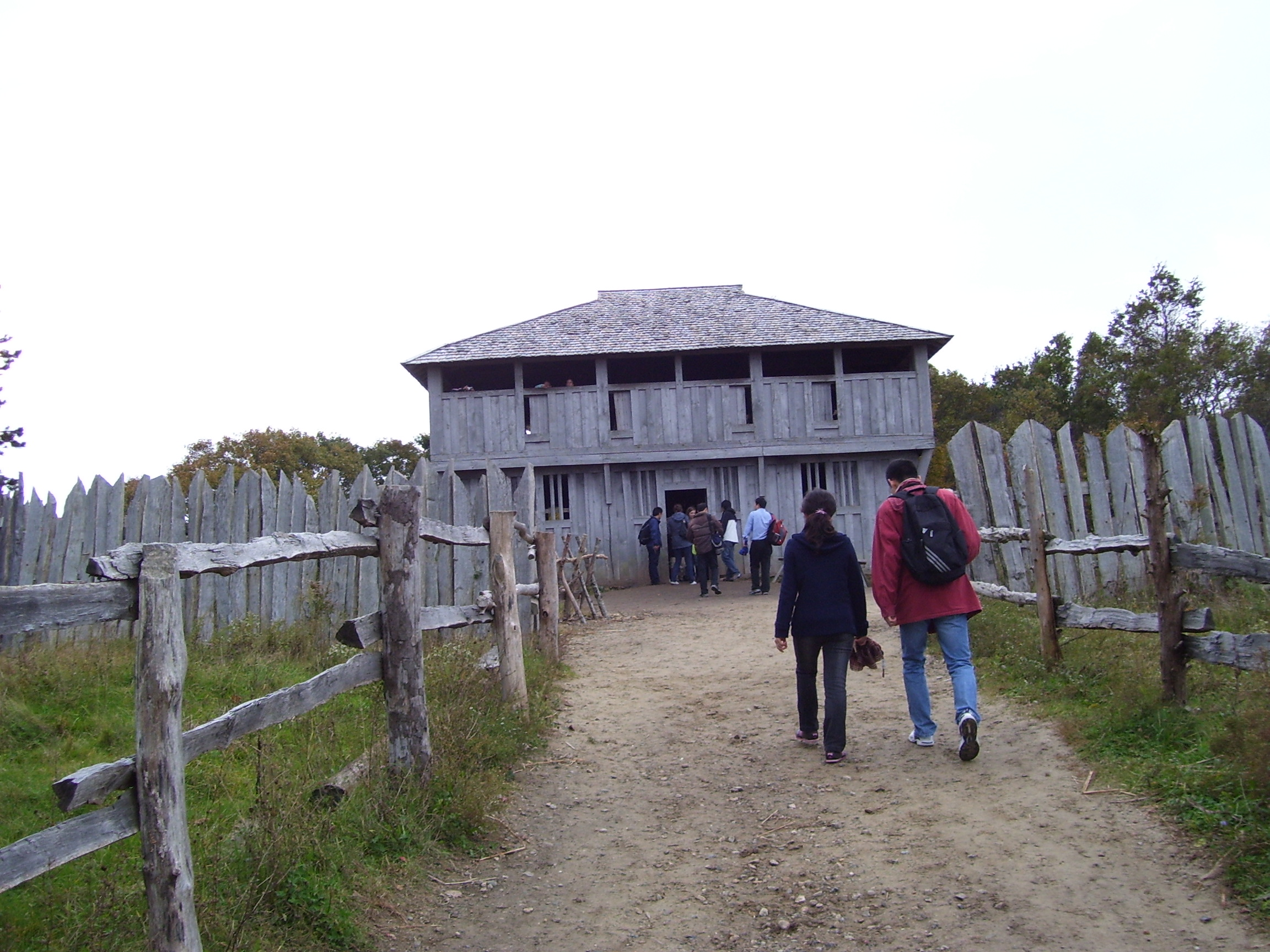
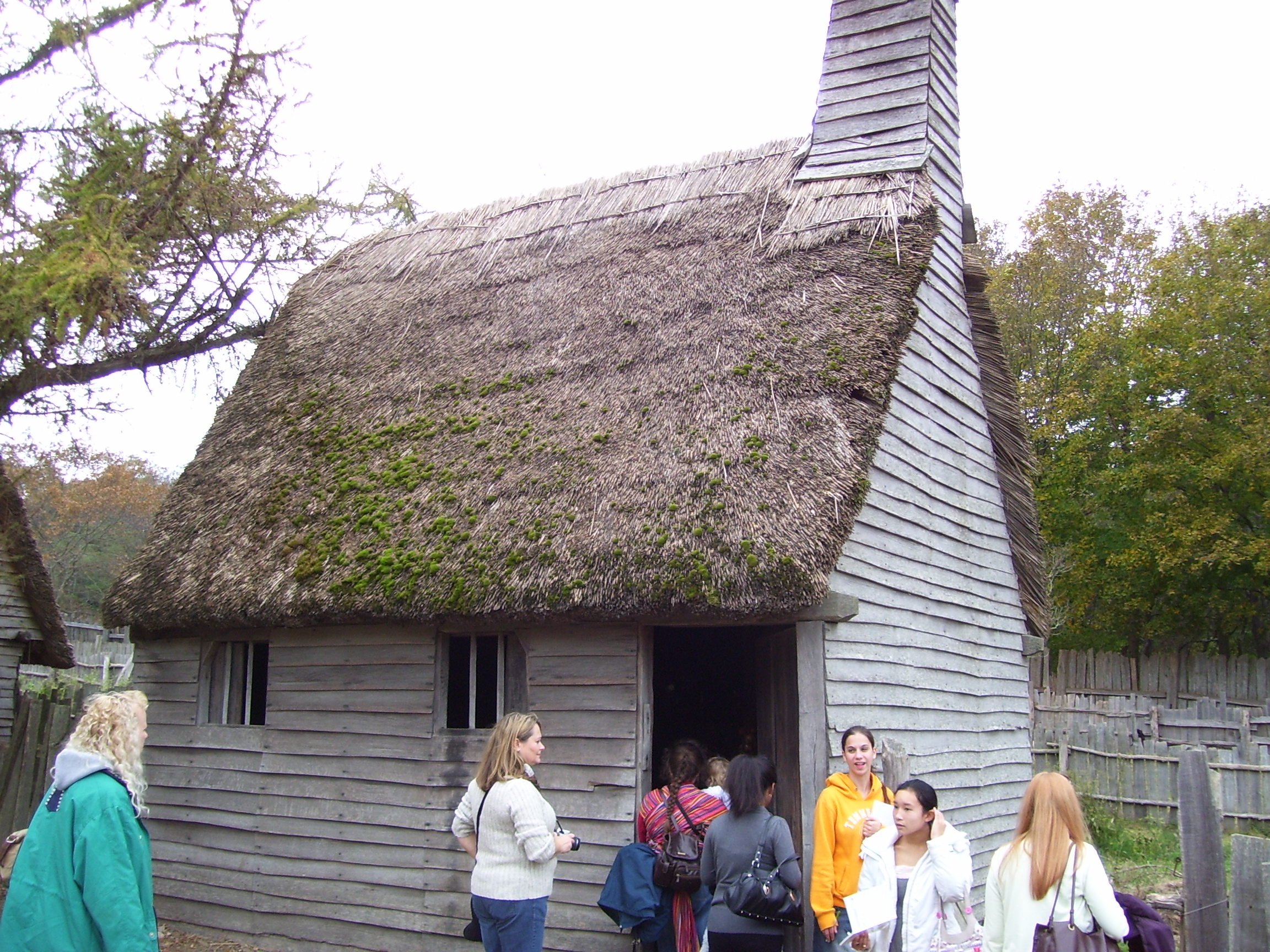